# Team Galaxy
Team Galaxy, le Collège de l'espace, ou Galaxie Académie au Québec, est une série télévisée d'animation franco-italo-québécoise en 52 épisodes de 26 minutes, créée par Vincent Chalvon-Demersay, David Michel, Michelle et Robert Lamoreaux et réalisée par Stéphane Berry.
Elle a été diffusée en France à partir du 26 août 2006 sur France 3, puis rediffusée sur Jetix, puis Disney XD, France 4 et Gulli.
Au Québec, elle a été diffusée à partir de l'automne 2006 sur VRAK.TV.

## Synopsis
Cette série, qui mélange des images 2D inspirées par le manga avec des effets spéciaux en images de synthèse, raconte l’histoire de trois amis admis à Galaxy, une école qui forme ses élèves à devenir « justiciers de l’espace ». Au travers de leurs aventures, les héros jonglent entre le quotidien de leurs vies d’adolescents et des enquêtes spatiales souvent dangereuses.

## Fiche technique
- Titre : Team Galaxy (titre usuel) ; Team Galaxy, le Collège de l'espace (titre complet)
- Titre québécois : Galaxie Académie
- Création : Vincent Chalvon-Demersay, David Michel, Michelle et Robert Lamoreaux
- Réalisation : Stéphane Berry
- Direction artistique : Stéphane Berry, Patrick Lavoie
- Producteur Exécutif : Guillaume Rostain
- Musique : KIA Productions, Paul-Étienne Côté
- Production : Vincent Chalvon-Demersay, David Michel
- Société de production : Marathon Animation, avec la participation de Cartoon Network, YTV, France 3, Jetix Europe et Rai.
- Pays :  France,  Canada,  Italie et  Japon
- Langue : Anglais, doublé en français
- Format : Couleurs
- Nombre d'épisodes : 52 (2 saisons)
- Durée : 26 minutes
- Dates de première diffusion :  France : 26 août 2006 /  Québec : automne 2006

## Distribution (voix)
- Dorothée Pousséo : Kiko
- Fily Keita : Brett/princesse Kimball et voix additionnelles
- Emmanuel Garijo : Josh et voix additionnelles
- Patrick Poivey : le proviseur Kirkpatrick, Ibak, Macdougall 3XPF et voix additionnelles
- Donald Reignoux : Bobby, Spavid, Kraig, Linox, Seth et voix additionnelles
- Françoise Blanchard : Mme Natasha Roskoff, la mère de Spavid
- Olivier Garnier : M. S. ou M. Bile Spluzersklipz
- Christophe Lemoine : M. Émile Fitch, Pompadour, Ryan, Rex 3, Bozone le chef des clowns, le père de Spavid, Gangus et voix additionnelles
- Jean-Claude Donda : voix additionnelles
- Serge Faliu : l’alien génie (épisode 13), Johnny Stardust (épisode 15) et Fluffy (épisode 16)
- Vincent Ropion : voix additionnelles
- Adrien Antoine : Romuloide et voix additionnelles (épisode 24 à 26)
- Xavier Fagnon : voix additionnelles (épisode 24 et 25)
- Roger Carel : voix additionnelles (saison 2)
- Emmanuel Curtil : Monsieur 6025.A46 (saison 2, épisode 7) et orteils brillants (saison 2, épisode 8)
- Laura Préjean : Mme Juline Nébuleuse (saison 2, épisode 12)
- Patrick Raynal : M. Jackson Canaries (saison 2, épisode 13)
- Hervé Grull : Omni (saison 2, épisode 24 à 26)

## Personnages
Galaxy, le lycée des trois héros, est un lieu qui héberge de nombreux personnages humains et extraterrestres :
- Kiko, une fille qui se verrait bien chanteuse célèbre, malgré son manque évident de talent. Cela ne l'empêche pas d'être positive et tenace, deux traits de caractère qui s'avèrent bien utiles lors des missions. Il y aurait un intérêt amoureux entre Kiko et Seth mais cela n'est pas sûr même pas du tout d'ailleurs.

- Brett, le plus jeune de la bande, et de loin le plus intelligent. Son statut « d'enfant génie » lui attire parfois des difficultés au sein de l'école, et il ressent souvent le besoin de se prouver auprès de ses aînés.

- Josh, un adolescent rebelle toujours à la recherche d'aventures. Malgré ses capacités lors des missions dans l'espace, il est peu studieux en cours, ce qui fait penser à l’attitude de Martin Mystère. Il est également le fils du directeur de l'école, avec lequel les relations sont parfois compliquées.

- Fluffy, un ultra-pet (chien robot) appartenant à Josh.

Parmi les professeurs, on retrouve le proviseur Kirkpatrick, la sévère Mme Bella Schragger, le sympathique M. Bile S. (son véritable nom, M. Bile Spleuzersklipz, est imprononçable sauf pour Brett), le cowboy M. Émile Fitch et la sportive Mme Natasha Roskoff.

## Épisodes

### Première saison (2006)
1. L’Empereur Brett
2. La Nouvelle Recrue
3. Mission : Las Venus
4. Le cerveau de Brett
5. Miss cosmos
6. Le secret de Kiko
7. Brett extra terrestre
8. Perdu dans l’espace
9. Quand Josh attaque
10. Psycho moto
11. Les pirates de l’espace
12. H2O… secours
13. Conférence intergalactique
14. Bonbons Méga Luna
15. Surfers de comètes
16. Fluffy se rebelle
17. Danse, danse élimination
18. Noël dans les étoiles
19. Promo 2051
20. Crise cosmiques
21. Mini-héros
22. Le méga-ultra pet
23. Un Brett de trop
24. Le Cirque des étoiles (1/3)
25. Le Cirque des étoiles (2/3)
26. Le Cirque des étoiles (3/3)

### Deuxième saison (2007)
1. Un élève pas comme les autres
2. Le Yéti de l'espace
3. Quand Kiko s'en mêle
4. Cyber Flic 4000
5. Planète Paradis
6. L'Ultime Combat
7. Monsieur 6025-A46
8. Les diamants éternels
9. Kikos Maniaques
10. Les Singes de l’espace
11. Extra-terrestre sitting
12. La Carte aux étoiles
13. Échange intergalactique
14. Le Trésor de Solara Moonray
15. Super Spavid
16. Le Collège Cosmique
17. L’Étrange Fruit
18. La Galaxie des jouets
19. SOS Galaxy
20. Halloween galactique
21. L’attaque des cerveaux
22. E-I-E-O NON
23. L’aventure intérieure
24. L'Attaque des plantes Aliens (1/3)
25. L'Attaque des plantes aliens (2/3)
26. L'Attaque des plantes aliens (3/3)

## Commentaires
- La série est produite par Marathon Animation, une société française, et coproduite par plusieurs diffuseurs internationaux, dont la chaîne américaine Cartoon Network, la chaîne canadienne YTV, la chaîne française France 3, la chaîne italienne Rai et Jetix Europe.

- Elle est réalisée par Stephane Berry déjà à l’œuvre sur Totally Spies! et Martin Mystère, et qui réalisera par la suite SpieZ! Nouvelle Génération.

- La conception des personnages a été confiée à l'animateur Eddie Mehong, celle des aliens à Fabien Mense et celle des mechas à David Canoville et Stephane Berry.

- La coiffure de Brett ressemble à celle de Son Goku de Dragon Ball.

- M.O.M de la série Martin Mystère, apparait dans les flashbacks de l'épisode Le Cirque des étoiles (1/3) en étant représentée comme la femme du principal Kirkpatrick et la mère de Josh.

- L'histoire de la série prend place au début des années 2050.

## Produits dérivés

### Livre
- Vincent Chalvon-Demersay, David Michel, Stéphane Berry, Michelle Lamoreaux, Team Galaxy, tome 1 : Les Voleurs de cerveau, Hachette, coll. « Bibliothèque verte », 14 février 2007  (ISBN 2012013112)